# Iglesia de Santo Domingo de Guzmán (Cabra)
La iglesia parroquial de Santo Domingo de Guzmán es un templo católico ubicado en la localidad española de Cabra, en Andalucía. 

## Historia
Los orígenes de la iglesia se remontan a un pequeño templo construido a principios del siglo XVI denominado ermita de la Doctrina. En 1550 se comenzó a construir la iglesia actual junto al nuevo convento de los dominicos, el primero que se construyó en Cabra, gracias a la donación de una casa y una huerta del bachiller Antón de León y Fernández de Córdoba y de su esposa Juana de Gálvez. Tomó posesión de estos bienes el prior de la iglesia de San Pablo de Córdoba, evento al que se opuso el obispo de Córdoba, Leopoldo de Austria, que finalmente fue convencido por el rey de España, su sobrino Felipe II gracias a su buena relación con el conde de Cabra, Gonzalo Fernández de Córdoba y Fernández de Córdoba.
En el siglo XVIII era el convento con más religiosos de la ciudad con 34 religiosos. Los dominicos lo denominaban convento de Nuestra Señora de la Concepción, aunque los ciudadanos lo llamaban de Santo Domingo. Los ingresos de la cofradía de Nuestra Señora del Rosario, de gran devoción en Cabra, hizo que se pudiera realizar la fachada de la iglesia en 1744, con columnas salomónicas, escudos de la orden y hornacina con imagen de la Concepción, y la fachada de la capilla del Rosario en 1770,realizada por Francisco Javier Pedrajas.
Tras la desamortización de 1835, el convento pasó a ser hospital de la Beneficencia, que aglutinó los hospitales de San Rodrigo, de la Caridad y de la Santa Escuela de Cristo. En 1841 las Hijas de la Caridad de San Vicente de Paúl se encargaron de la labor asistencial y educativa, abriendo una escuela de párvulos en 1904. El crecimiento de la población hizo que el obispo de Córdoba Sebastián Herrero convirtiera la iglesia en parroquia el 15 de noviembre de 1890, siendo el primer párroco José del Carpio.
En 1954 se derrumbó la bóveda de la nave de la iglesia, cuya restauración también se aprovechó para revestir toda la fachada exterior con ladrillo visto hasta 1958, así como un mosaico de Santo Domingo realizado por Alfonso Santiago.
En febrero de 2024 comenzó un proceso de restauración de las cubiertas, de la fachada lateral, donde se eliminaron mortero y cal que dejaron al descubierto los sillares originales de aparejo toledano, y de la fachada principal, donde se restauró la portada principal, la de la capilla del Rosario y la espadaña. Las obras quedarán concluidas en los últimos días de 2024 con un presupuesto de más de 200.000 euros sufragados por la propia feligresía.

## Retablo mayor
El retablo ha sufrido numerosos cambios a lo largo de la historia, perdiéndose el primitivo de estuco tras las remodelaciones del siglo XIX. En 1927 la vizcondesa de Térmens, Carmen Giménez Flores, sufragó un nuevo retablo realizado por Enrique Daverio. Finalmente, a finales de siglo se realizó el retablo actual.

## Capilla del Cristo del Socorro
Probablemente la capilla que más destaca es la capilla manierista del Cristo del Socorro, mandada construir por el convento a Cristóbal de Morales y Segura, maestro de obras de la VI condesa de Cabra, Francisca Fernández de Córdoba, entre los años 1586 y 1588. La capilla iba a dedicarse a panteón familiar, pero finalmente pasó al convento, junto al claustro y otras dos capillas más el 13 de marzo de 1588, siendo tasada en 6000 reales. El mismo autor Cristóbal de Morales solicitó entonces una capellanía perpetua en la misma, realizando la bóveda de la cripta, forrando las paredes y realizando un altar a la Asunción de María, probablemente la misma imagen que actualmente se encuentra en el altar mayor, realizada por Juan de Mesa. No obstante, Cristóbal de Morales tampoco fue sepultado en la capilla, puesto que su hijo la vendió a tres vecinos de Cabra.

### Descripción
La bóveda esquifada alberga en las esquinas ángeles que portan frases relativas al versículo "En el principio estaba el Verbo, y el Verbo estaba con Dios, y el Verbo era Dios" (Juan 1:1). Sobre la clave de los arcos se encuentran los cuatro evangelistas, a excepción de la cara norte, que al abrir un óculo se eliminó al apóstol Lucas dejando únicamente al toro. En las enjutas se pueden encontrar las virtudes cardinales (Justicia con la espada y la balanza, Fortaleza con una columna, Templanza con la palma y Prudencia) y teologales (Fe con cruz y cáliz, Caridad con madre amamantando y Esperanza).
En el frontal de la capilla existe una hornacina con la imagen de San Jerónimo. Al lado derecho otra hornacina con San Francisco recibiendo los estigmas de Cristo y bajo él, tres representaciones de San Sebastián, San Lorenzo y San Roque. Por otro lado, en el lado izquierdo encontramos el retablo compuesto por banco con María Magdalena, el primer cuerpo con San Andrés y el arcángel Miguel, el segundo cuerpo los santos egabrenses Argimiro y Arcesindo, preside la imagen de una Inmaculada, y en el ático la Santísima Trinidad. En el intradós del arco del acceso a la capilla se exhiben los relieves de Santo Domingo a la derecha, relacionado con el convento, y de San Cristóbal a la izquierda, relacionado con el autor.

### Imagen del Cristo del Socorro
Originalmente la imagen estaba en la actual capilla del Cristo de las Necesidades y pertenecía a la Cofradía de Santa Lucía. Cristóbal de Morales pasó a ser hermano mayor de la cofradía y adquirió la imagen para su propia capilla. En 1929 un grupo de obreros le pidieron a Antonio Povedano que procesionara la imagen la madrugada del Viernes Santo, comenzando desde entonces esta tradición.

## Capilla de la Virgen de la Cabeza
Los dominicos decidieron vender la antigua Casa de los Niños de la Doctrina al regidor Diego Fernández de Córdoba para fundar capillas, en este caso la capilla de San Juan de Letrán. El retablo fue realizado por Baltasar del Águila, tal y como muestra un contrato firmado en 1561. Originalmente la disposición del retablo era muy distinta a la actual, únicamente se mantiene en el mismo lugar los retratos de los donantes, Diego Fernández de Córdoba y su esposa Inés de Ávila, en el banco, cambiando el resto de las tablas.
En el primer cuerpo se encontraba el Bautismo de Jesús, mutilado en 1978 y reubicado en el ático, la Transfiguración de Jesús (conservado) y San Juan Bautista (perdido y recuperado por el Museo de Bellas Artes de Córdoba en una subasta en Bilbao en 2006). En el segundo cuerpo (actualmente solo existe un cuerpo) se encontraba los lienzos de San Jerónimo y Santo Domingo (desaparecidos) y la Asunción (conservada). Parece que estos cambios y mutilaciones se debieron a la ampliación de la capilla del Rosario en 1768, y en el caso del Bautismo, se mutiló en 1978 para albergar la escultura central de la Virgen de la Cabeza, proveniente de la desaparecida ermita de San Marcos.

## Capilla del Rosario

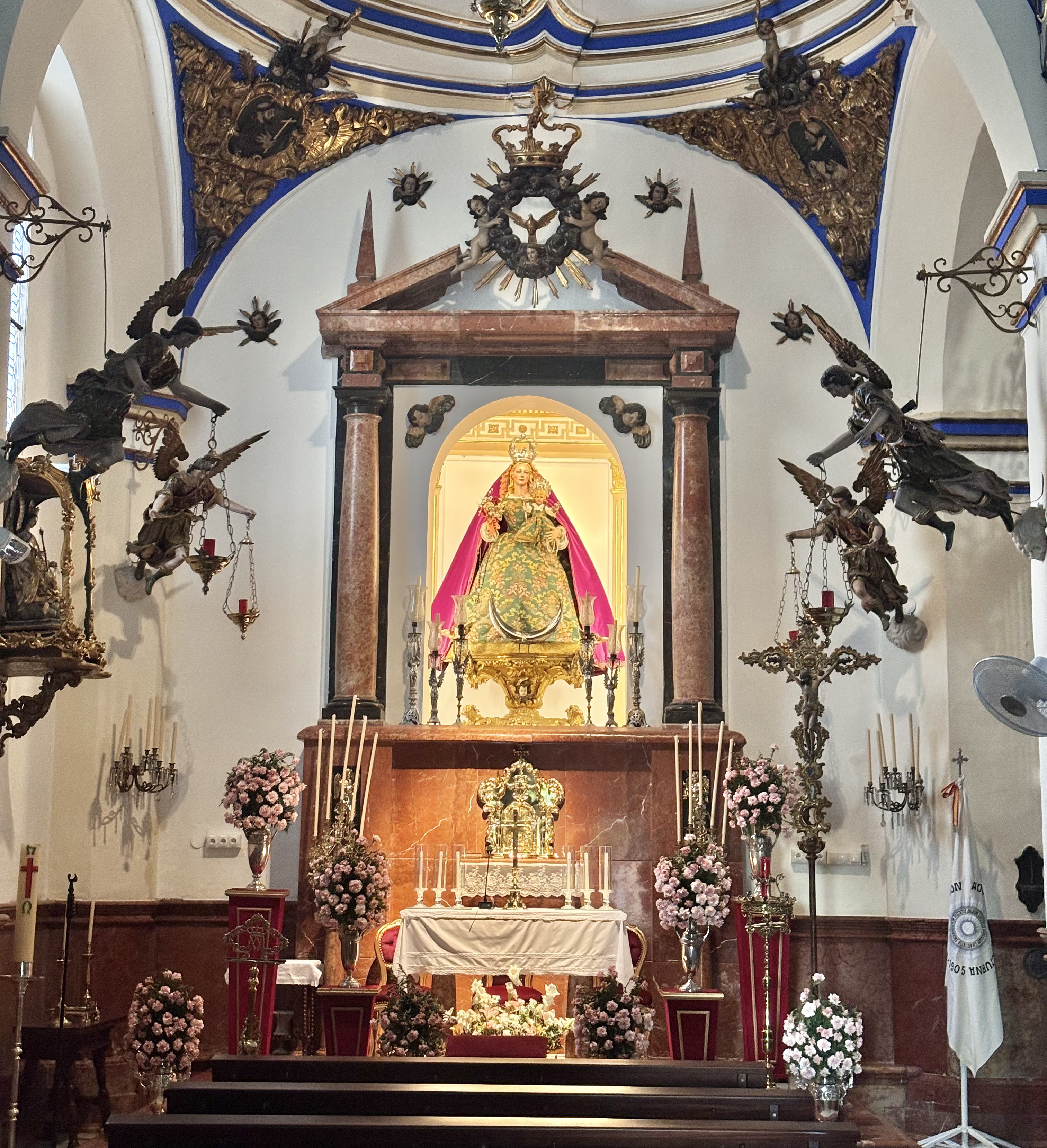
Capilla del Rosario en el interior de la iglesia.

Las primeras referencias a una cofradía del Rosario en Cabra se remontan a 1538, donde se veneraba a la Virgen en la desaparecida ermita de la Esperanza. En 1595 se produjo su traslado al convento de Santo Domingo, donde se encontraba la capilla de Santa Lucía que sufría problemas económicos y todos sus bienes, incluido el Cristo del Socorro, fueron trasladados a la capilla manierista contigua, propiedad de Cristóbal de Morales. En 1768 se amplió la capilla incorporando la antigua de San Juan de Letrán, obras que no concluyeron hasta 1784.Algunos estudios han sugerido que esta imagen de la Virgen, conocida como "la dorada", pudo haber sido realizada por Pablo de Rojas o por su taller.

## Restos de San Feliciano
En el siglo XIX Pedro Heredia del Río peregrinó a Roma junto a su hermano donde les fueron entregados los restos de San Feliciano, mártir del siglo IV durante las persecuciones cristianas del emperador Diocleciano. Se construyó esta escultura de cera en la iglesia cuyo interior se conservan los restos actualmente.